# Crematogaster margaritae
Crematogaster margaritae är en myrart som beskrevs av Carlo Emery 1895. Crematogaster margaritae ingår i släktet Crematogaster och familjen myror.

## Underarter
Arten delas in i följande underarter:
- C. m. brevarmata
- C. m. cupida
- C. m. lujae
- C. m. margaritae